# 타워 레코드
타워 레코드(영어: Tower Records)는 미국의 음악 소매 체인점이다. 세계 각국에 진출하고 있다. 1960년부터 2006년까지 타워 레코드는 미국에서 소매점들을 운영하다가 파산과 청산을 신청했다. Tower.com은 별도 기업에 인수되어 소매점 폐쇄에 영향을 받지 않았다.
2020년 11월 13일, 타워 레코드는 온라인 소매 기업으로 복귀했다고 발표하였다.

## 나라별 타워 레코드

### 일본
일본은 1979년에 도매 사업으로 진출하고 이듬해 1980년 4월에 일본 1호점을 삿포로시에 출점했다. 또한 이 삿포로 점은 예전부터 타워 레코드의 상표를 무단으로 사용하고 정식 계약을 맺어 계속 영업하였다.
그 후 일본 법인을 설립함과 동시에 1981년에 시부야구에 최초의 대규모 매장을 오픈한 다음, 요코하마, 센다이, 오사카, 나고야, 교토, 후쿠오카 등 일본 전국의 대도시에 진출하여 큰 성공을 거두었다.

### 대한민국
1990년대 서울 강남역과 부산에 영업하고 있었으나 2000년대 초중반경 폐업하였다.

## 펄스!
펄스!(Pulse!)는 타워 레코드에서 생산한 타블로이드 잡지로, 음반 리뷰와 인터뷰, 광고 등이 실려 있었다. 1983년에 창간되어 월간 잡지로 발행되었다. 초반에는 타워레코드에 방문하면 무료로 얻을 수 있었다. 1992년부터는 2.95$ 달러로 전국에 배급하기 시작하였다. 이후 2002년 12월 222호를 마지막으로 폐간됐다.